# Prawo Mitscherlicha
Prawo Mitscherlicha, prawo przyrostów mniej niż proporcjonalnych, prawo opłacalności nawożenia – prawo sformułowane przez Eilharda Mitscherlicha w roku 1909, zgodnie z którym wzrost plonów jest tym mniejszy im bardziej ilość dostarczanych składników mineralnych przewyższa optimum fizjologiczne, czyli wprowadzanie do gleby coraz większych dawek nawozów powoduje coraz mniejszy wzrost plonów.
Formuła matematyczna prawa:
dŷ/dx=ŷ'=b(a-ŷ)
gdzie:
x – ilość nawozu,
y – plon,
a – maksymalna wielkość plonu,
b – współczynnik proporcjonalności.